# Лавшова
Лавшова (пол. Ławszowa, нім. Lorenzdorf) — село в Польщі, у гміні Осечниця Болеславецького повіту Нижньосілезького воєводства.
Населення — 700 осіб (2011).
У 1975-1998 роках село належало до Єленьоґурського воєводства.

## Демографія
Демографічна структура станом на 31 березня 2011 року:
|          | Загалом | Допрацездатний вік | Працездатний вік | Постпрацездатний вік |
| -------- | ------- | ------------------ | ---------------- | -------------------- |
| Чоловіки | 342     | 58                 | 252              | 32                   |
| Жінки    | 358     | 62                 | 203              | 93                   |
| Разом    | 700     | 120                | 455              | 125                  |